# Kuvera vilbastei
Kuvera vilbastei är en insektsart som beskrevs av Anufriev 1987. Kuvera vilbastei ingår i släktet Kuvera och familjen kilstritar. Inga underarter finns listade i Catalogue of Life.